# Berber
Berber è una cittadina ubicata nello Stato sudanese del Nilo, 50 km nord di Atbara proprio vicino alla confluenza dell'omonimo fiume (Atbara) con il Nilo.
Questa era la città da cui nell'antichità partiva l'antico percorso carovaniero che, attraversando il deserto di Nubia arrivava alle spiagge del Mar Rosso, nella città di Suakin.
La città di Berber era caposaldo per la linea di difesa contro l'Impero ottomano insieme alle altre città di Dar Mahas e Dongola. Gli abitanti che popolano questa cittadina fanno parte principalmente della tribù dei Ja'Alin con una più piccola minoranza di persone appartenenti alla tribù degli Adabda.
L'esploratore Samuel Baker è passato per questa cittadina nel suo percorso alla scoperta del lago Alberto Nyanza, nel 1861.
La città di Berber fu una delle prime in Sudan a sperimentare moderni metodi didattici. Infatti molti dei vecchi politici erano stati educati nelle scuole medie di questa città.